# 卡尔瓦杰塞-德拉里维耶拉
卡尔瓦杰塞-德拉里维耶拉（義大利語：Calvagese della Riviera），是意大利布雷西亚省的一个市镇。总面积11.78平方公里，人口3453人，人口密度293.1人/平方公里（2009年）。国家统计（ISTAT）代码为017033。